# IR-Klasse WDM-1
Die Klasse WDM-1 der Indian Railways ist eine Baureihe dieselelektrischer Universallokomotiven, die von 1957 bis 1959 bei ALCo in den Vereinigten Staaten gebaut wurde, wobei General Electric die elektrische Ausrüstung lieferte. Die Bezeichnung WDM-1 ist zusammengesetzt aus einem „W“ für wide gauge (Breitspur), einem „D“ für diesel traction (Dieselantrieb), einem „M“ für mixed traffic (Personenzug- und Güterzugdienst) und einer „1“ für die erste Generation von WDM-Lokomotiven. Die WDM-1 basiert auf der Typenfamilie ALCO FA und entspricht der Ausführung DL-500C des Modells FPD7.

## Geschichte

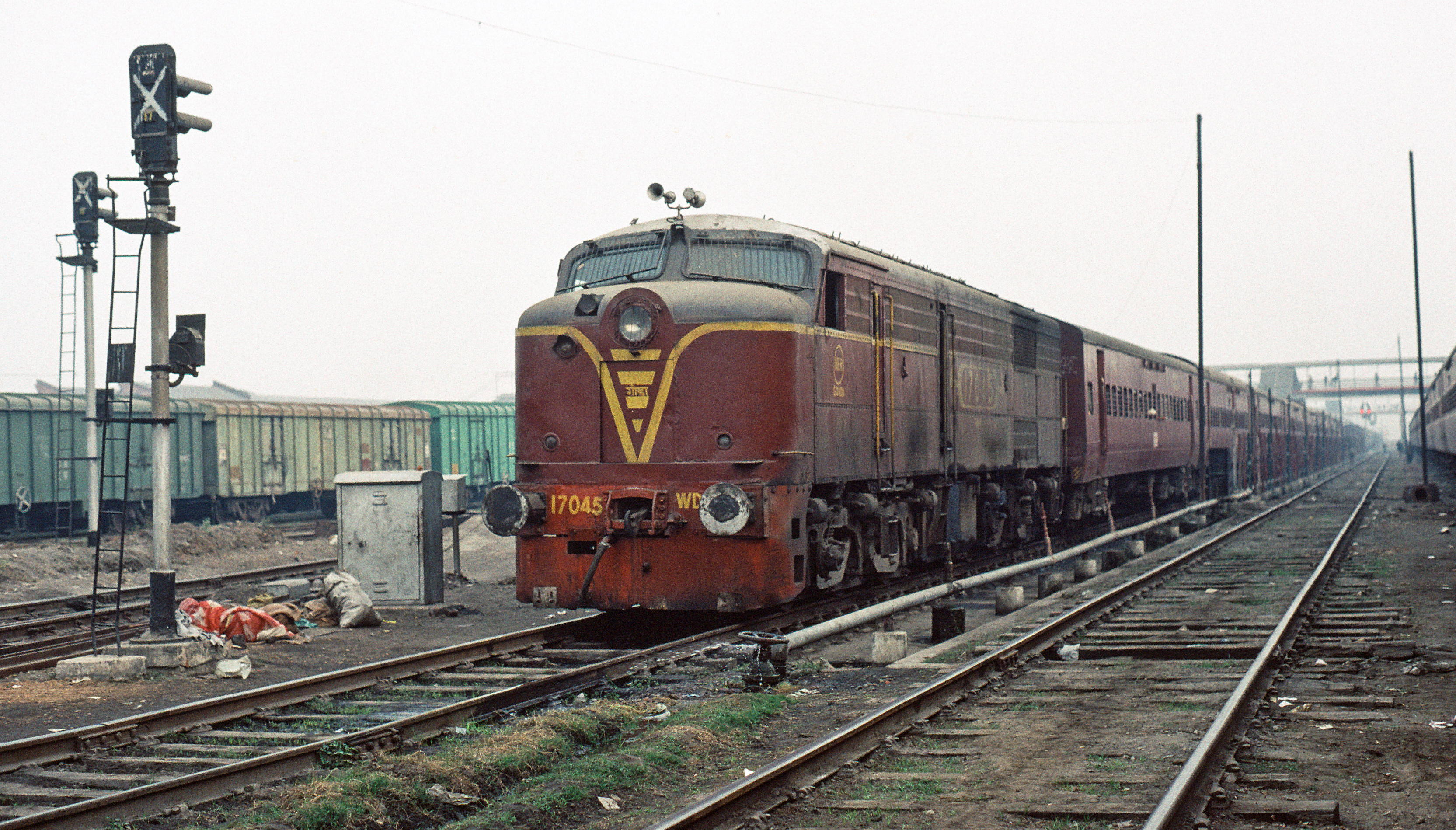
17045 mit Reisezug in Gorakhpur (Dezember 1993)

Um die bis dahin dominierenden Dampflokomotiven zu ersetzen und damit die Wirtschaftlichkeit des Eisenbahnverkehrs zu verbessern, suchten die Indian Railways in den 1950er Jahren nach einem geeigneten Modell schwerer dieselelektrischer Universallokomotiven. Die beim US-amerikanischen Hersteller ALCo als World Locomotive bezeichnete Variante der Reihe FA war speziell für den Export bestimmt und wurde zu dieser Zeit bereits in Griechenland, Pakistan, Australien und weiteren Ländern eingesetzt. Sie besaß eine einfache Drehgestellkonstruktion, die problemlos an verschiedene Spurweiten angepasst werden konnte. Die Indian Railways bestellten bei ALCo zunächst eine Serie von 20 Lokomotiven des Modells DL-500C, die 1957 und 1958 im Werk Schenectady gebaut und 1958 nach Indien verschifft wurden. Bei den Indian Railways erhielten sie die Nummern 17000 bis 17019, wurden der Eastern Railway zugeteilt, in Gaya stationiert und von dort aus im Güterverkehr eingesetzt. Die WDM-1 war die erste Baureihe von Großdiesellokomotiven und die erste Baureihe dieselelektrischer Breitspurlokomotiven der Indian Railways. Eine zweite Serie von 80 Maschinen entstand 1959. Diese Fahrzeuge wurden als 17020 bis 17099 nummeriert und ebenfalls in Gaya beheimatet, obwohl viele von ihnen später nach Visakhapatnam, Gorakhpur und Bondamunda verlegt wurden. Als Folge der voranschreitenden Elektrifizierung kamen sämtliche in Gaya verbliebene Maschinen 1964 nach Patratu. Nach anfänglichen Einsätzen vor Eisenerz- und Kohlezügen bei der Eastern Railway und der South Eastern Railway beförderten die Lokomotiven der Klasse WDM-1 ab 1965 den Schnellzug Kalka Mail bis Asansol, wo er von einer elektrischen Lokomotive übernommen wurde. Zudem bespannten die Lokomotiven bei der South Eastern Railway den Schnellzug Madras Mail auf der gesamten Strecke von Howrah bis Madras. Weitere Einsätze fanden auf dem Netz der South Central Railway statt. Die Lokomotiven erwiesen sich im Betrieb als robust und wartungsarm. Allerdings sind die Aufbauten des Maschinenraums so breit wie der Führerstand, weshalb die Fahrzeuge im Streckendienst nur mit dem kurzen Vorbau voraus fahren können und an den Endbahnhöfen mittels einer Drehscheibe oder einer anderen Einrichtung gedreht werden müssen. Obwohl bei der Indienststellung der Lokomotiven viele Drehscheiben für den Dampfbetrieb vorhanden waren, erschwerte dies die Betriebsabläufe deutlich, weshalb die Fahrzeuge mitunter Rückwand an Rückwand paarweise gekuppelt und über die vorhandene Mehrfachtraktionssteuerung vom Führerstand der vorderen Maschine aus gemeinsam gesteuert wurden. Ein weiterer Nachteil besteht in der relativ geringen Leistung und der ebenso geringen Effizienz der Antriebsausrüstung. Daher beschafften die Indian Railways ab 1962 die Klasse WDM-2, welche den Anforderungen besser gerecht wurde. Zum Ende ihrer Einsatzzeit waren die Lokomotiven der Klasse WDM-1 in Kharagpur, Gonda, Gorakhpur, Vishakhapatnam und Jamalpur beheimatet und dienten im Rangierdienst sowie im regionalen Güterzugdienst. So beförderten sie beispielsweise Zuckerrohrzüge bei der North Eastern Railway. Bis in die späten 1990er Jahre wurden alle Lokomotiven ausgemustert und bis auf ein Exemplar verschrottet. Die erste gebaute WDM-1 mit der Nummer 17000 blieb als einzige ihrer Klasse erhalten und wurde im Jahr 2000 von ihrem letzten Einsatzstandort Jamalpur nach Neu-Delhi ins National Rail Museum of India überführt, wo sie bis heute besichtigt werden kann.

## Technische Beschreibung
Die Lokomotiven besitzen einen geschweißten Hauptrahmen, welcher auf zwei Schwanenhals-Drehgestellen der Achsfolge Co’Co’, bei einigen Fahrzeugen stattdessen (A1A)(A1A), aufliegt. Die Dienstmasse der Lokomotive liegt bei 111,6 t. Bei den Fahrzeugen der Achsfolge Co’Co’ gleicht die Reibungsmasse der Dienstmasse, da alle Radsätze angetrieben werden. Die Masse ist annähernd gleich auf den sechs Radsätzen verteilt, sodass die Achslast 18,6 t beträgt. Eine Sandstreueinrichtung mit vier im Maschinenraum angeordneten und von außen befüllbaren Sandbehältern kann den Reibungskoeffizienten zwischen Rad und Schiene erhöhen. Das Fahrzeug besitzt Janney-Kupplungen mit integrierter Schraubenkupplung und daher seitliche Puffer. Die Zug- und Stoßeinrichtung ist am Hauptrahmen montiert. Die Aufbauten bestehen aus dem Vorbau, dem Führerstand und dem langen Aufbau des Maschinenraums, welcher die gesamte Breite der Lokomotive einnimmt und dessen Seitenwände im oberen Drittel aus Lüftungsgittern bestehen. Der Führerstand besitzt zwei durch Gitter geschützte Frontfenster sowie Seitenfenster. Das Führerpult befindet sich auf der linken Seite des Führerstandes. Der Lokomotivführer bedient unter anderem den achtstufigen Fahrschalter zur Regulierung der Antriebsleistung. Die Lokomotive verfügt über eine Totmanneinrichtung mit einem Fußpedal, welches vom Lokomotivführer dauerhaft gedrückt gehalten werden muss. Der Beimann sitzt auf der rechten Führerstandsseite. Für die Zeit ihrer Indienststellung besaß die WDM-1 einen vergleichsweise komfortablen Führerstand mit Ventilatoren und einem ergonomisch gestalteten Führerpult. Hinter der Rückwand des Führerstandes befindet sich die elektrische Steuerungstechnik der Lokomotive. Beidseits dieser führt ein Gang vom Führerstand zur jeweiligen Außentür und der dahinter angeordneten Maschinenraumtür. In der Mitte der Lokomotive ist die aus dem Dieselmotor und dem Hauptgenerator bestehende Antriebseinheit angeordnet, wobei sich der Generator in Fahrtrichtung vor dem Motor befindet. Daneben ist auf beiden Seiten eine zweite Außentür vorhanden. Die WDM-1 besitzt einen Dieselmotor des Typs ALCo 251B. Dieser ist ein wassergekühlter Zwölfzylinder-V-Motor, arbeitet nach dem Viertaktprinzip und erreicht bei einer Drehzahl von 1000 min−1 eine Leistung von 1470 kW. Die Zylinder weisen einen Innendurchmesser von 229 mm und einen Kolbenhub von 267 mm auf. Daraus ergibt sich ein Hubraum von 10,9 l pro Zylinder und 131,4 l des gesamten Motors. Der Dieselmotor arbeitet in Verbindung mit einem Abgasturbolader und einem Ladeluftkühler. Der vom Dieselmotor angetriebene Gleichstrom-Hauptgenerator GE GT-581 liefert einen maximalen Strom von 2900 A und versorgt die sechs Gleichstrom-Tatzlagerfahrmotoren des Typs GE 761, welche jeweils einen der sechs Treibradsätze antreiben. Die Traktionsleistung der Fahrmotoren beträgt 1380 kW, wobei der maximale Strom eines einzelnen Motors bei 580 A liegt. Ein Hilfsgenerator versorgt das Bordnetz für die fahrzeugeigenen Verbraucher wie Pumpen, Lüfter und Lampen. Hinter dem Dieselmotor sind der Luftpresser für die Druckluftbremse und weitere mit Druckluft betriebene Einrichtungen sowie die Vakuumpumpe der Saugluftbremse angeordnet. Dahinter folgt die Kühlanlage mit einem Kühlerlüfter unter dem Dach. In einem anschließenden Raum sind auf der in Fahrtrichtung rechten Seite die Starterbatterien des Dieselmotors untergebracht. Die abschließende Rückwand des Lokomotivkastens besitzt eine Übergangstür für den Einsatz in Doppeltraktion. Unter dem Hauptrahmen befindet sich zwischen den Drehgestellen der Dieselkraftstofftank mit einem Fassungsvermögen von 6060 l. Das Fahrzeug verfügt über eine Saugluftbremse als Zugbremse, eine direkt wirkende Druckluft-Zusatzbremse als Lokomotivbremse sowie eine Handbremse zur Sicherung im Stand. Etwa 20 Maschinen erhielten später durch einen Umbau zusätzlich eine Widerstandsbremse. Die Lokomotiven können bei einer Getriebeübersetzung von 1 : 5,53 (17 : 94) eine Anfahrzugkraft von 270 kN aufbringen. Die zulässige Höchstgeschwindigkeit liegt bei 100 km/h.